# خلدة النبية
خلدة (بالعبرية: חֻלְדָּה‏) نبية مذكورة في الكتاب المقدس العبري في سفر الملوك الثاني 22 : 14-20 وسفر أخبار الأيام الثاني 34: 22-28. وردت القصة بأنه بعد اكتشاف سفر الشريعة أثناء التجديدات في هيكل سليمان، أمر الملك يوشيا، بإرسال أَخِيقَامَ بْنَ شَافَانَ وَعَكْبُورَ بْنَ مِيخَا وَشَافَانَ الْكَاتِبَ وَعَسَايَا عَبْدَ الْمَلِكِ إلى خلدة النبية لسؤال الرب للتأكد من أنه سفر الشريعة الحقيقي.
كانت زوجة شلوم بن تقوة، ابن حرحس. عاشت في القدس.
وفقًا للتفسير اليهودي، كانت خلدة وديوره من الأنبياء الرئيسيين المعترف بهن في أسفار الأنبياء من الكتاب المقدس العبري، بالإضافة إلى مريم أخت موسى، ونبية غير معروفة الاسم ذُكرت في سفر إشعيا.
تم تسمية بوابات هولدا في الحائط الجنوبي للحرم القدسي باسمها.